# 브라이언 다우니 (배우)
브라이언 다우니(영어: Brian Downey, 1944년 10월 31일 ~ )는 캐나다의 배우, 영화배우, 작가, 텔레비전 배우이다. 세인트존스에서 태어났다.

## 영화
- 코퍼헤드 (2013년) - 프리처 타가트 역
- 더 디사피어리드 (2012년)
- 호보 위드 어 숏건 (2011년) - 드레이크 역
- 월리긱 (2011년)
- 저스트 베리드 (2007년)
- 스노우 엔젤 (2007년) - 프랭크 마챈드 역
- 보이즈 게임 (2007년)
- 캔들스 온 베이 스트리트 (2006년)
- 섀터드 시티: 핼러팩스 폭발 (2003년)
- 렉스 : 다크 존 (1997년)
- 렉스 (1997년)
- 조지의 섬 (1989년)
- 노먼의 대경험 (1988년)